# Lycopodium clavatum
Lycopodium clavatum es una especie de planta perteneciente a la familia  Lycopodiaceae. Está ampliamente distribuido por todo el mundo, en España se encuentra en los Pirineos. Crece en terrenos silíceos, matorrales y bosques de coníferas.
Se registra por primera vez para la flora uruguaya a Lycopodium clavatum (Lycopodiaceae) en los departamentos de Durazno y Maldonado. Este nuevo registro extiende su área de distribución, estableciendo las localidades situadas en el centro y este del Uruguay como el límite distribucional austral de Lycopodium s. str.

## Descripción
Es una planta perenne formada por un tallo principal de porte rastrero de hasta 80 cm de longitud con numerosas ramificaciones ascendentes divididas dicótomamente de hasta 20 cm. Todos los tallos y ramificaciones están cubiertas por micrófilos lineares con el margen entero o dentado de entre 3 y 7 mm de longitud. En las ramificaciones fértiles se forman entre uno y tres estróbilos terminales en el extremo de un pedúnculo de entre 1,5 y 15 cm de longitud. Estos estróbilos tienen una longitud de 1,5 a 5 cm de longitud máxima y están formados por brácteas coriáceas protectoras de esporangios ovales.

## Taxonomía
Lycopodium clavatum fue descrita por Carlos Linneo y publicado en Species Plantarum 2: 1101. 1753.

### Variedades
- Lycopodium clavatum subsp. clavatum
  - Lycopodium clavatum subsp. clavatum var. clavatum (Europa, Asia, Norteamérica).
  - Lycopodium clavatum subsp. clavatum var. aristatum (México, Antillas, Centroamérica, norte de Sudamérica y norte de Argentina)
  - Lycopodium clavatum subsp. clavatum var. asiaticum (Japón, norte de China)
  - Lycopodium clavatum subsp. clavatum var. borbonicum (centro y sur de África)
  - Lycopodium clavatum subsp. clavatum var. kiboanum (montañas de África tropical)
- Lycopodium clavatum subsp. contiguum (sur de  Centroamérica, norte de Sudamérica; syn. Lycopodium contiguum)

## Toxicidad
Toda la planta posee varios alcaloides potencialmente peligrosos para la salud humana, especialmente el denominado licodina,. Posee también varios compuestos derivados de la borbonicina, la fawcettina, la fawcettimina, la flabelliformina y α y β-obscurina varios más de estructura desconocida.

## Nombres comunes
- Castellano: caminera, colchón de pobre, licopodio.